# ويليام بي. إلمر
ويليام بي. إلمر هو محامي وسياسي أمريكي، ولد في 2 مارس 1871 في روبرتسفيل في الولايات المتحدة، وتوفي في 11 مايو 1956 في سالم (ميزوري) في الولايات المتحدة. نشط حزبياً في الحزب الجمهوري. وقد انتخب عضو مجلس نواب ولاية ميزوري ‏ وانتخب عضو مجلس النواب الأمريكي.